# Xinzhou
Xinzhou (chiń. 忻州; pinyin Xīnzhōu) – miasto o statusie prefektury miejskiej w środkowych Chinach, w prowincji Shanxi. W 2010 roku liczba mieszkańców miasta wynosiła 158 119. Prefektura miejska w 1999 roku liczyła 2 866 115 mieszkańców.